# Casa a la carretera de Caldes, 137
La Casa a la carretera de Caldes, 137 era una obra noucentista de Cardedeu (Vallès Oriental) inclosa a l'Inventari del Patrimoni Arquitectònic de Catalunya.

## Descripció
Habitatge amb una paret mitgera i dues façanes arrebossades i coberta a dues vessants de teula àrab. La façana principal era plana i de composició simètrica. Tenia planta baixa, un pis i golfes. Aquesta última part estava clarament diferenciada de la resta mitjançant un ràfec que travessava tota la façana principal. El capcer era de perfil sinuós, amb una finestra d'ull de bou al mig. Les obertures eren totes de llinda plana; les finestres tenien guardapols en un estil geomatitzant i dues d'elles eren balconeres. Les portes d'accés eren adovellades amb perfil de cimaci i una gran clau.